# Боровая (приток Комбарса)
Боровая — река в России, протекает по территории Парабельского района Томской области. Устье реки находится в 34 км по левому берегу реки Комбарс. Длина реки составляет 12 км.

## Данные водного реестра
По данным государственного водного реестра России относится к Верхнеобскому бассейновому округу, водохозяйственный участок реки — Обь от впадения реки Кеть до впадения реки Васюган, речной подбассейн реки — Кеть. Речной бассейн реки — (Верхняя) Обь до впадения Иртыша.